# Modibo Sagnan
Modibo Sagnan (* 14. dubna 1999) je malijský profesionální fotbalista, který hraje na pozici středního obránce za klub Montpellier HSC. Narodil se ve Francii, kde reprezentoval olympijský tým, než přestoupil do národního týmu Mali.

## Klubová kariéra

### Lens
Sagnan jako mládežnický produkt RC Lens podepsal svou první profesionální smlouvu s klubem 28. července 2017 a zavázal se k němu na tři roky. Sagnan debutoval v profesionálním týmu Lens 30. ledna 2018 při prohře 0:1 v Ligue 2 s FC Sochaux-Montbéliard.

### Real Sociedad
Dne 30. ledna 2019 se Sagnan připojil k týmu La Ligy Real Sociedad za odhadovanou částku 5 milionů eur a okamžitě byl zapůjčen zpět do Lens na zbytek sezóny. 31. ledna 2020, poté, co se nedostal do prvního týmu, byl zapůjčen do týmu Segunda División CD Mirandés, kde zůstal až do června.
Sagnan debutoval v dresu Txuri-urdin 3. října 2020, kdy nahradil Andoniho Gorosabela při domácí výhře 3:0 nad Getafe CF. Dne 31. srpna následujícího roku se po neúspěšných vystoupeních přesunul na roční hostování do portugalského týmu CD Tondela hrající Primeira Ligu.

### Utrecht
Dne 11. července 2022 byl Sagnan zapůjčen do nizozemského Utrechtu s opcí na odkup. Dne 2. června 2023 podepsal s klubem trvalou tříletou smlouvu.

### Montpellier
Dne 1. února 2024 podepsal Sagnan smlouvu s klubem Ligue 1 Montpellier HSC.

## Reprezentační kariéra
Sagnan debutoval za seniorskou reprezentaci Mali 26. března 2024 v přátelském utkání proti Nigérii.

## Osobní život
Sagnan se narodil ve Francii otci z Burkiny Faso a matce z Mali. Byl vychován jako muslim.

## Statistiky

### Klubové
Platí k zápasu hranému 19. května 2024.
| Klub                 | Sezóna            | Liga              | Liga   | Liga | Národní pohár | Národní pohár | Ligový pohár | Ligový pohár | Kontinentální | Kontinentální | Celkově | Celkově |
| Klub                 | Sezóna            | Soutěž            | Zápasy | Góly | Zápasy        | Góly          | Zápasy       | Góly         | Zápasy        | Góly          | Zápasy  | Góly    |
| -------------------- | ----------------- | ----------------- | ------ | ---- | ------------- | ------------- | ------------ | ------------ | ------------- | ------------- | ------- | ------- |
| Lens                 | 2017/18           | Ligue 2           | 3      | 0    | 2             | 0             | 0            | 0            | —             | —             | 5       | 0       |
| Lens                 | 2018/19           | Ligue 2           | 10     | 0    | 2             | 0             | 1            | 1            | —             | —             | 13      | 1       |
| Lens                 | Celkově           | Celkově           | 13     | 0    | 4             | 0             | 1            | 1            | 0             | 0             | 18      | 1       |
| Real Sociedad        | 2019/20           | La Liga           | 0      | 0    | 1             | 0             | —            | —            | —             | —             | 1       | 0       |
| Real Sociedad        | 2020/21           | La Liga           | 16     | 0    | 1             | 0             | —            | —            | 4             | 0             | 21      | 0       |
| Real Sociedad        | Celkově           | Celkově           | 16     | 0    | 2             | 0             | 0            | 0            | 4             | 0             | 22      | 0       |
| Lens (hostování)     | 2018/19           | Ligue 2           | 1      | 0    | 0             | 0             | —            | —            | —             | —             | 1       | 0       |
| Mirandés (hostování) | 2019/20           | Segunda División  | 13     | 0    | 0             | 0             | —            | —            | —             | —             | 13      | 0       |
| Tondela              | 2021/22           | Primeira Liga     | 27     | 1    | 3             | 0             | 0            | 0            | —             | —             | 30      | 1       |
| Utrecht              | 2022/23           | Eredivisie        | 25     | 1    | 3             | 0             | —            | —            | 0             | 0             | 28      | 1       |
| Utrecht              | 2023/24           | Eredivisie        | 13     | 1    | 1             | 0             | —            | —            | —             | —             | 14      | 1       |
| Utrecht              | Celkově           | Celkově           | 38     | 2    | 4             | 0             | —            | —            | 0             | 0             | 42      | 2       |
| Montpellier          | 2023/24           | Ligue 1           | 13     | 2    | 1             | 1             | —            | —            | —             | —             | 14      | 3       |
| Celkově v kariéře    | Celkově v kariéře | Celkově v kariéře | 121    | 5    | 14            | 1             | 1            | 1            | 4             | 0             | 140     | 7       |

### Reprezentační
Platí k zápasu hranému 11. června 2024.
| Národní tým | Rok     | Zápasy | Góly |
| ----------- | ------- | ------ | ---- |
| Mali        | 2024    | 3      | 0    |
| Celkově     | Celkově | 3      | 0    |

## Úspěchy
Real Sociedad
- Copa del Rey: 2019/20